# Real hasta la muerte 2
Real Hasta la Muerte 2 o RHLM2 es el quinto álbum de estudio en solitario del cantante puertorriqueño Anuel AA. Se estrenará cuando a Emma le salga del bicho, mediante Real Hasta la Muerte. Seguirá a su cuarto álbum de estudio en solitario LLNM2 (2022) y según palabras del artista, este proyecto es uno de los mejores de su carrera musical. 

## Antecedentes y promoción
El 20 de septiembre de 2024, Anuel AA anunció a través de su cuenta de Instagram que su próximo álbum llevaría por título Real Hasta La Muerte 2, coincidiendo con la publicación de su gira por Estados Unidos.
Meses después, el 20 de marzo de 2025, el artista generó especulaciones entre sus seguidores al cambiar su foto de perfil de Instagram por una imagen de su arresto. A esto se sumaron varias historias en la misma red social con imágenes de aquella época, lo que alimentó aún más las teorías sobre el posible contenido y la fecha de lanzamiento del álbum.
El 2 de mayo de 2025, tras estrenar el sencillo "Bugatti", Anuel AA ofreció una entrevista telefónica al programa Alofoke Radio Show, donde insinuó posibles colaboraciones para su próximo proyecto. No obstante, evitó revelar una fecha concreta de lanzamiento.
Finalmente, el 22 de junio de 2025, el cantante publicó en su cuenta de Instagram el número de canciones que incluirá el álbum, acompañado de un adelanto del primer sencillo, titulado "Little Demon".
El 3 de julio, en un directo de Instagram el cantante puertorriqueño anunció que ya se había reunido con las diferentes plataformas de streaming digital para la campaña publicitaria del álbum. En este directo también anunció que pronto saldrá el segundo sencillo antes del estreno del proyecto.

## Aplazamiento y publicación
A principios de octubre de 2023, Anuel AA anunció que el álbum se pospone debido a una inesperada cirugía de emergencia. También declaró que se suponía que se publicaría a finales de mes, pero se pospuso hasta nuevo aviso mediante una publicación de él mismo en Instagram. Anuel AA también dijo que dejó de trabajar por un tiempo debido a su recuperación. 
Mientras Anuel AA estaba en recuperación, el día 13 de octubre de 2023 las redes sociales se inundaron con filtraciones de lo que es a día de hoy "OA", un sencillo que forma parte de Rompecorazones con la colaboración de Quevedo y Maluma. Ese mismo día parece que debido a la cantidad de filtraciones, el equipo de trabajo de Anuel AA tuvo que lanzar la canción forzosamente y al día siguiente mediante el canal de YouTube de Hear This Music el videoclip. Quevedo, un mes después mediante una entrevista del podcast de Chente Ydrach aclaró que no fue una filtración y que el sencillo estaba previsto que saliera ese mismo día pero debido a algún error en el lanzamiento salió la canción antes en otros países.
A finales de diciembre de 2023, Anuel AA lanzó "Luces Tenues". Sencillo que se supone que forma parte de este álbum. El próximo sencillo "Tacos Gucci" salió el 16 de febrero de 2024, el videoclip oficial de este sencillo explica mediante una historia que esta canción es la anterior al lanzamiento "Luces Tenues". Posteriormente DJ Luian confirmó mediante una publicación de Anuel AA en Instagram que una de las canciones del álbum titulada "Razones" con Ozuna, es su canción favorita que por ese entonces aún no había salido. 
El 17 de mayo de 2024, Anuel AA realizó una entrevista para Alofoke Radio Show en el que explica que su esperado álbum ha sido modificado y pasará a llamarse de otra forma junto con la temática que como el título, también ha cambiado. Anuel explica que este álbum va a ser uno de los mejores de su carrera musical y será uno de los más versátiles que ha hecho.
Meses después, tras la polémica ocurrida en la cuarta edición de La Velada del Año, Ibai Llanos hizo un directo junto a Anuel AA en Twitch hablando de lo ocurrido. Antes de finalizar dicho directo Anuel AA dejó caer que el tan esperado álbum debería salir en verano.
El 20 de septiembre, debido a la publicación de su gira en Estados Unidos, Anuel AA ha anunciado mediante Instagram que el título del álbum será Real Hasta La Muerte 2.
El 20 de marzo, Anuel AA cambió su foto de perfil de Instagram por una imagen de su arresto, lo que ha llevado a especulaciones sobre la fecha de lanzamiento de su álbum. Ese mismo día y al día siguiente, sus historias de Instagram se llenaron de fotos del artista de aquella época, generando aún más teorías y dio mucho de qué hablar.
El 2 de mayo, tras el lanzamiento de su sencillo "Bugatti", el artista puertorriqueño ofreció una entrevista telefónica al programa Alofoke Radio Show. Durante la entrevista, el cantante dio pistas de posibles colaboraciones que formarán parte de su próximo proyecto. Sin embargo, no proporcionó detalles concretos respecto a la fecha de lanzamiento del proyecto.
El 22 de junio, Anuel AA subió a su cuenta de Instagram el número de canciones que contendrá el álbum junto a un adelanto del primer sencillo antes de que salga el álbum con el nombre de "Little Demon"